# Ebblinghem
 Ebblinghem  (en neerlandés Ebblingem) es una población y comuna francesa, en la región de Norte-Paso de Calais, departamento de Norte, en el distrito de Dunkerque y cantón de Hazebrouck-Nord.

## Demografía
| 452 | 420 | 413 | 446 | 501 | 554 |
| Para los censos de 1962 a 1999 la población legal corresponde a la población sin duplicidades (Fuente: INSEE [Consultar]) |     |     |     |     |     |